# A Savannah Haunting
A Savannah Haunting es una película de terror sobrenatural estadounidense de 2021 dirigida por William Mark McCullough. Se basa en hechos reales que ocurrieron en Savannah, Georgia, y se filmó en la misma casa donde sucedió.

## Trama
La familia Rancourt se muda a Savannah con la esperanza de comenzar una vida desde cero. Sin embargo, pronto empiezan a suceder cosas terribles en la nueva casa: los niños ven marcas extrañas, Rachel es perseguida por una muñeca que se parece a su hija muerta y se forman grietas en el sótano. Para salvar a la familia, Rachel deberá resolver el terrible misterio del lugar donde se construyó la casa.

## Reparto
- Gena Shaw como Rachel Rancourt
- Anna Harriette Pittman como April Rancourt
- Dean J. West como Eric Rancourt
- Nico Tirozzi como Andrew Rancourt
- Tommi Rose como Lilath
- Jaelyn Buffkin como Alice
- William Mark McCullough como William
- Bill Winkler como Dr. Livingston
- Simbi Khali como Josephine
- Moses Jones como James
- Brittney Level como Vanessa
- Stephanie Lusk Donahue como EMT